# Parafia św. Maksymiliana Marii Kolbe w Tychach
Parafia św. Maksymiliana Marii Kolbe – rzymskokatolicka parafia znajdująca się w Tychach. Parafia należy do dekanatu Tychy Nowe w archidiecezji katowickiej.

## Historia parafii
Proces tworzenia nowej parafii związany był z nowo powstającym osiedlem, które znajduje się na pograniczu dotychczasowych parafii Narodzenia św. Jana Chrzciciela w Cielmicach i Najświętszego Serca Pana Jezusa w Paprocanach. Inicjatorem pomysłu powstania nowej parafii był proboszcz parafii paprocańskiej ks. Leon Pawełczyk. 26 sierpnia 1982 r. zaczął ubiegać się o zezwolenie na budowę kościoła. 18 listopada 1984 r. została erygowana parafia, w skład której wchodzą: część Paprocan i Cielmic, oraz nowo powstające osiedle „Z”. 11 sierpnia 2016 roku proboszcz – budowniczy Benedykt Borkowy przeszedł na emeryturę. Jego miejsce zajął ks. Piotr Nowiński. 28 października 2019 roku funkcję proboszcza objął znany teolog dr ks. Grzegorz Strzelczyk. 1 lipca 2023 jego miejsce zajął ks. Marcin Wierzbicki. 

## Kościół parafialny

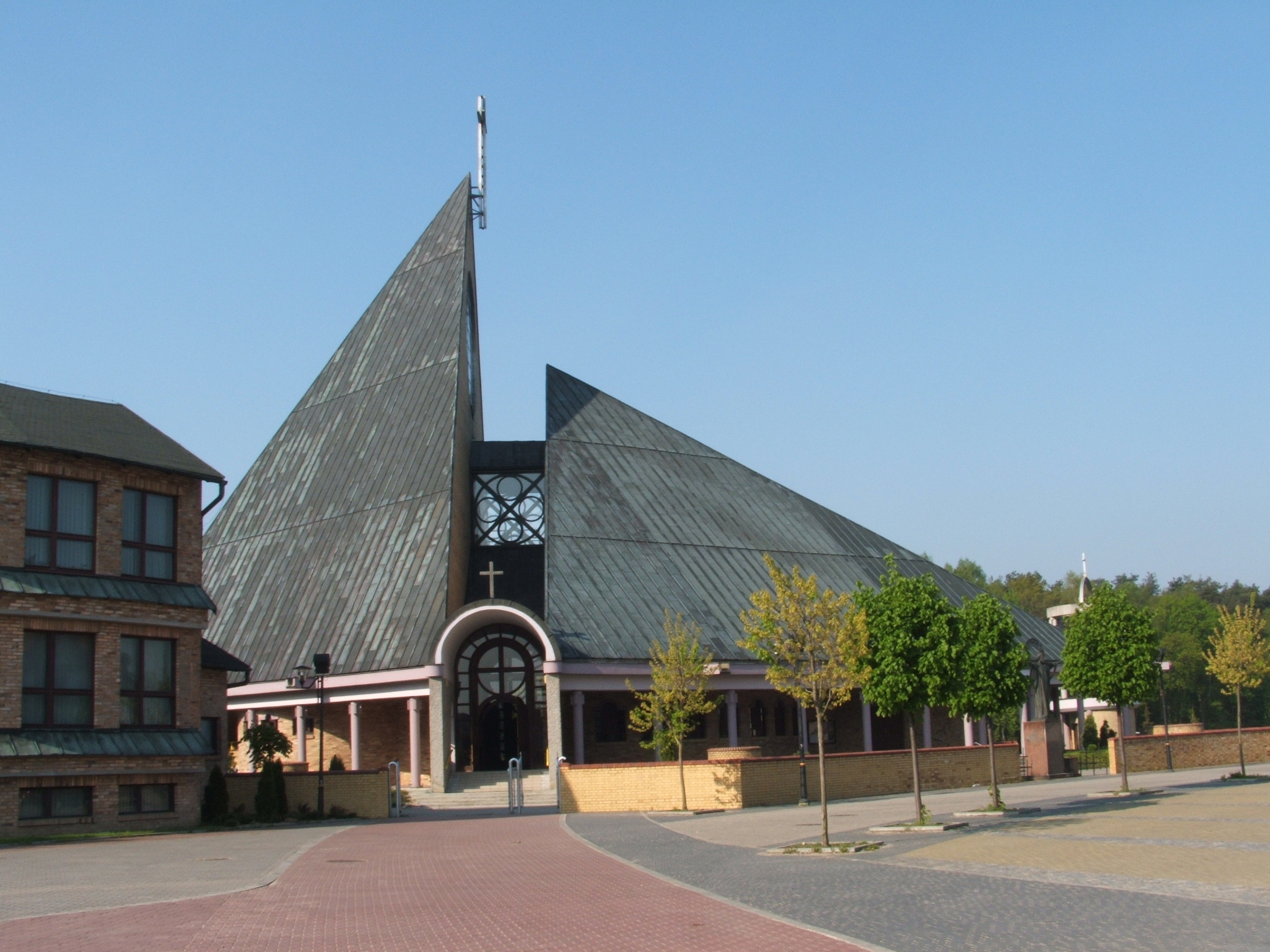

W 1984 r. za zgodą ówczesnego biskupa Herberta Bednorza i władz miasta po długich negocjacjach ks. Pawełczyk otrzymał zezwolenie na włączenie do ogólnodiecezjalnego planu na budowę nowej świątyni w Paprocanach. Kościół miał zostać wybudowany pod lasem, który od osiedla oddzielony był polami i była trzecia propozycja lokalizacji kościoła, na którą zgodziły się władze miasta. Parafia otrzymała patrona w św. Maksymilianie Marii Kolbem, z racji jego kanonizacji w tym czasie przez papieża Jana Pawła II. W 1983 r. proboszczem i budowniczym kościoła został ks. Benedykt Borkowy. 5 maja 1983 r. został zakupiony teren pod nowy kościół, od cielmickich gospodarzy: Marty i Karola Bierońskich oraz Marty Kocurek. 9 stycznia 1984 r. na placu budowy stanął krzyż. W pierwszym roku budowy prace budowlane nabrały tempa. Stanęła kaplica, która służyła jako tymczasowy kościół. Wkrótce został wybudowany dom katechetyczny i probostwo o łącznej powierzchni 1100 m². Przy budowie tych obiektów pomagały kilkunastoosobowe grupy młodzieży studenckiej z Hiszpanii, Włoch i Francji. W 1990 roku zakończyły się wszystkie prace wykończeniowe przy budowie ośrodka administracyjno-mieszkaniowego. Od tego czasu księża zamieszkali na nowym probostwie i zaczęła funkcjonować kancelaria parafialna. Z domu katechetycznego korzystało około 1000 dzieci. Parafia liczyła wówczas około 3000 wiernych, w tym 1060 rodzin. W rok później liczby te zwiększyły się do 5300 i 1613 rodzin, by w 1986 r. osiągnąć poziom 5700 parafian i 1660 rodzin. W 2006 roku tę część Tychów zamieszkiwało 5900 osób, w tym 5700 katolików. Pod koniec września 1987 roku po pięciu latach od powstania parafia otrzymała zgodę na budowę kościoła. Od 1988 r. przystąpiono do budowy kościoła. Autorem koncepcji architektonicznej był Janusz Włodarczyk i Bożena Włodarczyk, konsultantem – Jerzy Manjura. Kamień węgielny poświęcony został przez papieża Jana Pawła II w Katowicach 20 czerwca 1983 r. Na przełomie października i listopada 1988 r. rozpoczęte zostały prace przy budowie kościoła. Powierzchnia użytkowa kościoła wynosi 597 m², a powierzchnia całego ośrodka parafialnego – 1217 m². Największy z dzwonów jest pod wezwaniem Matki Sprawiedliwości i Miłości Społecznej – ufundowany przez rodzinę Podmokły, średni pod wezwaniem św. Katarzyny ufundowany przez rodziny kolejarskie, a najmniejszy pod wezwaniem św. Maksymiliana ufundowała rodzina Gniza. 22 grudnia 1996 r. abp Damian Zimoń dokonał uroczystego poświęcenia nowego kościoła w naszej wspólnocie pod wezwaniem św. Maksymiliana Marii Kolbego. W czasie liturgii poświęcenia świątyni w ołtarzu zostały złożone relikwie św. Piusa Męczennika. Po poświęceniu świątyni nadal trwały prace wykończeniowe. Autorem Stacji Drogi Krzyżowej w kościele i wizerunku św. Maksymiliana jest artysta plastyk profesor Stanisław Kluska. W latach 2001–2004 postawiono ogrodzenie kościoła ze stacjami drogi krzyżowej w formie kapliczek wykonanych z brązu według projektu artysty plastyka Wiesława Domańskiego. Pamiątką wieńczącą obchody Roku Jubileuszowego 2000 w parafii jest rzeźba Chrystusa Zbawiciela, ustawiona w miejscu częściowo rozebranego tzw. pełnego muru, w samym jego środku, od strony placu Zbawiciela. Rzeźba ma 2,5 metra wysokości i jest odlana z brązu. W uroczystości jej poświęcenia uczestniczyły władze miasto, fundatorzy i parafianie. Po trzynastu latach istnienia parafii zaświtała nadzieja, że osiedle „zbliży” się przybliży się do kościoła. Na terenie osiedla „Z” zainaugurowano budowę ekologicznych budynków mieszkalnych.

## Duszpasterstwo
W salkach przy kościele powstała biblioteka parafialna, dostępna nie tylko dla mieszkańców parafii. W tym samym budynku Rada Osiedla „Z” wynajmuje pomieszczenia, które społecznie zostały wyremontowane przez członków Rady i które zostały zaadaptowane na siłownię (ogólnodostępną dla mieszkańców osiedla „Z”). Rada Osiedla „Z” zatrudnia opiekuna siłowni oraz sukcesywnie doposaża siłownię w nowy sprzęt. Przy parafii działa klub piłkarski. W niedzielę 13 września 1998 r. Rada Parafialna zorganizowała festyn parafialny, gościem specjalnym był prezydent Lech Wałęsa, który uczestniczył we mszy św. i spotkał się z mieszkańcami parafii. W 2001 r. rozpoczął swoją działalność Parafialny Fundusz Stypendialny, którego założycielem jest ks. proboszcz Benedykt Borkowy i Mieczysław Podmokły. Fundusz służy pomocą materialną uzdolnionej młodzieży akademickiej parafii, będącej w trudnej sytuacji finansowej. Ofiary na fundusz wpływają w większości od sponsorów w mniejszej części, od parafian. Komisja funduszu każdego roku przyznaje pieniądze, są to stypendia comiesięczne lub jednorazowe.